# August von Fligely
August Johann Michael von Fligely (ur. 26 września 1810 w Janowie Lubelskim, zm. 12 kwietnia 1879 w Wiedniu) – marszałek polny porucznik cesarskiej i królewskiej Armii, geograf i kartograf, cesarsko-królewski rzeczywisty tajny radca.

## Życiorys
Był absolwentem Terezjańskiej Akademii Wojskowej w Wiener Neustadt. W latach 1854–1872 był dyrektorem c. i k. Wojskowego Instytutu Geograficznego w Wiedniu. 27 marca 1857 został mianowany na stopień generała majora, a 18 kwietnia 1865 na stopień marszałka polnego porucznika. 1 kwietnia 1872 został przeniesiony w stan spoczynku.
Był pionierem szerokiego zastosowania pomiarów triangulacyjnych w geodezji i inicjatorem opracowania nowej mapy topograficznej ziem monarchii austro-węgierskiej.
Na jego cześć nazwany został przylądek Fligely na Wyspie Rudolfa w archipelagu Ziemia Franciszka Józefa – najdalej na północ wysunięty punkt Eurazji.

## Ordery i odznaczenia
- Order Korony Żelaznej 1. klasy (Austro-Węgry)[1]
- Order Korony Żelaznej 2. klasy (Austro-Węgry)[3]
- Krzyż Zasługi Wojskowej z dekoracją wojenną (Austro-Węgry)[3]
- Kawaler Orderu Zasługi Wojskowej (Toskania)[5]
- Order Świętej Anny 2. klasy z koroną (Rosja)[6]
- Komandor 2. klasy Orderu Gwelfów (Hanower)[7]
- Komandor Orderu Miecza (Szwecja)[5]
- Oficer Orderu Wieży i Miecza (Portugalia)[5]
- Komandor Orderu Zbawiciela (Grecja)[5]
- Krzyż Wielki Orderu Zasługi Filipa Wspaniałomyślnego (Hesja)[5]